# SMELLMAN
SMELLMAN（すめるまん）は、日本の男性5人組アカペラロックバンドである。母体となったチン☆パラ解散の後、2004年結成。
所謂ハーモニー主体のアカペラサウンドとは異なり、エフェクターを駆使したアグレッシブな音作りと、ロックミュージックを軸に様々なジャンルを消化した雑多な楽曲が特徴である。インディーズバンドながらカバーバンドが現れるなど、フォロワーも生み出している。

## 略歴
- 2004年春 - アカペラグループ「チン☆パラ」解散後、元メンバーが中心となり結成。
- 2007年7月 - メンバーチェンジの末、ムトウダイスケ、タカハシヒロシ、キムラマナブ、ナカシマダイゴ、ハヤシヨシノリの新体制でライブ活動開始。
- 2008年12月 - SHIBUYA O-WESTにてワンマンライブを行う。
- 2009年8月2日 - 「ROCK IN JAPAN FESTIVAL 2009」に出演。
- 2010年4月7日 - タカハシが脱退、アイカワシンゴが加入。
- 2010年5月14日 - 渋谷RUIDO K2にてワンマンライブを行う。
- 2010年11月23日 - SHIBUYA O-Crestにてワンマンライブを行う。
- 2011年1月〜3月 - アルバム「SMELLMAN」収録曲「ビビッドリング」がテレビ東京系「ドライブ A GO!GO!」エンディングテーマとして使用される。
- 2011年4月23日 - キムラが脱退、ヨシタニアキラが加入。
- 2011年10月27日 - 品川ステラボールにて「TIMM2011」に出演。
- 2011年11月19日 - 代官山UNITにてワンマンライブを行う。
- 2012年 6, 9, 12月 - 御茶ノ水KAKADOで3つのワンマンライブを行う。
- 2013年1月25日 - アイカワが脱退、スズキトモヒロが加入。
- 2013年3月9日 - 渋谷CLUB CRAWLにてワンマンライブを行う。
- 2014年 - 結成10周年のワンマンライブ2本とベストアルバム「ANTHOLOGY 2004-2014」を発表。
- 2015年11月22日-ヨシタニが脱退。
- 2016年2月10日-スメルマン活動休止を発表
- 2016年3月31日-スズキが脱退。
- 2018年 - 休止中ながら、タカハシヒロシ、ヨシタニアキラを加えてライブを実現。
- 2022年8月 - スズキトモヒロを加えて6人体制となったことを発表。
- 2024年10月1日 - グループの活動再開を発表。

## バンド名の由来
あるメンバーの体臭がきつかったことから「スメルマン」と名付けられたと、かつてのライブMCにてメンバーのナカシマが語っていたが真相は不明である。後に画数の問題で「スメルマン寿」に改名するも、再度「スメルマン」に改名し現在に至る。現在の表記としては「SMELLMAN」及び、「スメルマン」のどちらも用いられる。

## メンバー

### 現在のメンバー
- ムトウダイスケ （2007 - ）
  - 1985年10月22日生まれ。B型。愛知県出身。リードボーカル担当。愛称はムタ。
  - ライブでの使用機材はSHURE BETA58、TC HELICON Voice Live2。
  - ソロボーカリストとしても活動中。
- タカハシヒロシ (2004 -2010 )(2020-)
  - エレクトリックコーラス＆ボーカル担当。
- ヨシタニアキラ(2010-2015)(2020-)
  - コーラス&ボーカル担当
- スズキトモヒロ（2013 - 2016)(2022-)
  - エレクトリックコーラス&ボーカル担当

- ナカシマダイゴ （2004 - ）
  - 1980年4月28日生まれ。O型。岡山県出身。ベースボーカル＆イラスト担当。愛称は大ちゃん、Dさんなど。オリジナルメンバー。
  - ライブでの使用機材はSHURE BETA57、BOSS OC-03。硬派なベースプレイとは裏腹に、ステージドリンクとして紙パック製の乳製品をストローで愛飲している姿が非常に牧歌的な印象を与えている。
- ハヤシヨシノリ （2004 - ）
  - 1981年4月15日生まれ。AB型。栃木県出身。ボイスパーカッション＆作詞作曲＆レコーディング担当。愛称はヤシ。オリジナルメンバー。
  - ライブでの使用機材はSENNHEISER e935、MXR 10BAND GRAPHIC EQ。ステージでは酒類を愛飲している。

### 元メンバー
- 佐藤 玲 （2004 - 2004） - リードボーカル担当。
- 柴田 康平 （2004 - 2006） - リードボーカル担当。
- 菊川 陽介 （2004 - 2007） - コーラス&ボーカル担当。
- タカハシヒロシ （2004 - 2010） - エレクトリックコーラス&ボーカル担当。
- キムラマナブ （2004 - 2011） - コーラス&ボーカル担当。
- アイカワシンゴ （2010 - 2013） - エレクトリックコーラス&ボーカル担当。
- ヨシタニアキラ （2011 - 2015）- コーラス&ボーカル担当
- スズキトモヒロ（2013 - 2016）- エレクトリックコーラス&ボーカル担当

## キャラクター
- マドーシ
惑星ロスタルジア出身。スメルマンのイメージキャラクターとしてベースのナカシマが考案。コンドームの形が元になっている。当初はCDのジャケットやグッズなどに用いられているのみであったが、近年はワンマンライブやニコニコ生放送などで実際に登場するようになった。

## ディスコグラフィ
1. ロスタルジア （2008年5月11日リリース）
  1. NO WEAR MAN （作詞・作曲/ハヤシヨシノリ）
  2. 自己否定 （作詞・作曲/ハヤシヨシノリ）
  3. MAN IN TRAIN （作詞・作曲/ハヤシヨシノリ）
  4. YU-YAKE （作詞・作曲/ハヤシヨシノリ）
  5. 黒いガム （作詞/ハヤシヨシノリ・作曲/ハヤシヨシノリ、ムトウダイスケ）
2. ロスタルジア2 （2008年10月8日リリース）
  1. 霧雨 （作詞/キムラマナブ・作曲/ハヤシヨシノリ）
  2. DRY CITY （作詞/ハヤシヨシノリ・作曲/キムラマナブ、ハヤシヨシノリ）
  3. 28歳OL魂 （作詞・作曲/ハヤシヨシノリ）
  4. ピエロ （作詞/ハヤシヨシノリ・作曲/ハヤシヨシノリ、ナカシマダイゴ）
  5. remind （作詞・作曲/ハヤシヨシノリ）
  6. ロスタルジア （作詞・作曲/ハヤシヨシノリ）
3. S.M.L.A.C.P （2010年2月3日リリース）
  1. BUG ME （作詞/SMELLMAN・作曲/ハヤシヨシノリ）
  2. CHAOS （作詞/SMELLMAN・作曲/ハヤシヨシノリ）
  3. punkish （作詞/SMELLMAN・作曲/ハヤシヨシノリ）
  4. COSMOS （作詞/SMELLMAN・作曲/ハヤシヨシノリ）
  5. S.A.K.E （作詞/SMELLMAN・作曲/ハヤシヨシノリ）
4. LOST IN ME（2010年5月14日リリース）
  1. LOST IN ME （作詞/SMELLMAN・作曲/ハヤシヨシノリ）
  2. S.M.L.A.C.P （作詞/SMELLMAN・作曲/ハヤシヨシノリ）
  3. YU-NAGI （作詞/SMELLMAN・作曲/ハヤシヨシノリ）
5. SMELLMAN（2010年9月21日リリース）
  1. input （作詞/SMELLMAN・作曲/ハヤシヨシノリ）
  2. 曖昧VISION （作詞/SMELLMAN・作曲/ハヤシヨシノリ）
  3. 欲求HUMAN （作詞/SMELLMAN・作曲/ハヤシヨシノリ）
  4. ビビッドリング （作詞/SMELLMAN・作曲/ハヤシヨシノリ）
  5. punkish （作詞/SMELLMAN・作曲/ハヤシヨシノリ）
  6. GAKUYA off the MIC （作詞/SMELLMAN・作曲/ハヤシヨシノリ）
  7. 5MC + NO DJ （作詞/SMELLMAN・作曲/ハヤシヨシノリ）
  8. 農道ライダー （作詞/SMELLMAN・作曲/ハヤシヨシノリ）
  9. S.A.K.E （作詞/SMELLMAN・作曲/ハヤシヨシノリ）
  10. BUG ME （作詞/SMELLMAN・作曲/ハヤシヨシノリ）
  11. NO WEAR MAN （作詞/SMELLMAN・作曲/ハヤシヨシノリ）
  12. LOST IN ME （作詞/SMELLMAN・作曲/ハヤシヨシノリ）
  13. quiet beach （作詞/SMELLMAN・作曲/ハヤシヨシノリ）
  14. ロスタルジア （作詞/SMELLMAN・作曲/ハヤシヨシノリ）
  15. YU-NAGI （作詞/SMELLMAN・作曲/ハヤシヨシノリ）
6. D.D.T（2011年5月29日リリース）
  1. D.D.T （作詞/SMELLMAN・作曲/ハヤシヨシノリ）
  2. SHINE （作詞/ALLaNHiLLZ、SMELLMAN・作曲/ALLaNHiLLZ）
  3. ロッキンポ殺し （マキシマムザホルモンカバー）
7. Wao!!!!!（2011年9月21日リリース）
  1. PITCH PIPER's EMPIRE （作詞/SMELLMAN・作曲/ハヤシヨシノリ）
  2. ベギラゴン （作詞/SMELLMAN・作曲/ハヤシヨシノリ）
  3. Wao!!!!! （作詞/SMELLMAN・作曲/ハヤシヨシノリ）
  4. S.A.K.E II （作詞/SMELLMAN・作曲/ハヤシヨシノリ）
  5. MASTER OF PUPPETS （METALLICAカバー）
  6. LIVE HOUSE （作詞/SMELLMAN・作曲/ハヤシヨシノリ）
  7. TONIGHT （作詞/SMELLMAN・作曲/ハヤシヨシノリ）
8. スーパーサンダーファイヤーパワーアカペラ（2013年5月8日リリース）
  1. S.A.K.E III　（作詞・作曲/ハヤシヨシノリ）
  2. CORONA　（作詞・作曲/ハヤシヨシノリ）
  3. PSY NO KAWARA　（作詞・作曲/ハヤシヨシノリ）
  4. Let it Go!(チン☆パラカバー)
  5. 声　（作詞・作曲/ムトウダイスケ）
  6. FUTURE　（作詞・作曲/ハヤシヨシノリ）
9. ANTHOLOGY 2004-2014(BEST ALBUM)（2014年7月30日リリース）
  1. Slideshow　（作曲/ハヤシヨシノリ）
  2. マドガラス　（作詞/菊川陽介・作曲/ハヤシヨシノリ）
  3. 小さな鳥　（作詞/菊川陽介・作曲/ナカシマダイゴ）
  4. Dawn　（作詞/菊川陽介・作曲/ハヤシヨシノリ）
  5. 霧雨　（作詞/キクラマナブ・作曲/ハヤシヨシノリ）
  6. サニー　（作詞/ナカシマダイゴ・作曲/ハヤシヨシノリ）
  7. NO WEAR MAN
  8. 霧雨(ロスタルジア2 Ver.)
  9. 28歳OL魂
  10. ロスタルジア
  11. CHAOS
  12. COSMOS
  13. S.A.K.E
  14. LOST IN ME
  15. S.M.L.A.C.P
  16. ビビッドリング
  17. D.D.T
  18. S.A.K.E II
  19. LIVE HOUSE
  20. S.A.K.E III
  21. Let it Go!
  22. DECADENCE　（作詞・作曲/ハヤシヨシノリ）